# キング (龍虎の拳)
キング (King) は、SNK（SNKプレイモア）の対戦型格闘ゲーム『龍虎の拳』シリーズや『ザ・キング・オブ・ファイターズ』シリーズなどに登場する架空の人物。

## キャラクター設定

### 龍虎の拳シリーズ
初代『龍虎の拳』（以下『龍虎』と表記）にて初登場。女性だが性別を偽っていた男装の麗人。「キング」という名前は男装していた際の偽名だが、女性であることを明かした後も「キング」と呼ばれており、本名は明かされていない。詳しい過去は明かされていないが、幼い頃には既に両親を失っているらしく、唯一の肉親である弟・ジャンを養いながら生きていくために、独学でムエタイを身に着け、ストリートファイトの世界に身を投じていた。
一時はサウスタウンの無法者たちを従わせていたが、暴走族「BLACK CATS」のリーダーであるジャック・ターナーとの喧嘩に敗北。以来キングはジャックに報復を返そうとする。その後はレストラン「ラ・モール」でバンサー（用心棒）をしていた一方、ジャンの治療に莫大な金が必要だったためか、その実力を見込んだMr.ビッグに雇われる身でもあった。ユリの行方を探すリョウ、ロバートに敗れ、港の軍事施設に捕らわれたユリのもとに辿り着くために必要な人間として、ダウン・タウンにいるミッキー・ロジャースの存在を教えた。
ユリ誘拐事件の後はバンサーを退職して裏世界からも足を洗ったが、『龍虎の拳2』（以下『龍虎2』と表記）では、足の不自由なジャンの治療費を稼ぐため、格闘大会に参加。本人のエンディングでは、リョウとロバートが以前ユリを救出するのに協力してくれた礼として払った治療費のおかげでジャンの足は完治した。
『龍虎』での服装は白のワイシャツと黒のスラックスとボウタイ。『龍虎』のストーリーモードの対戦前では黒の山高帽を被って登場する。『龍虎2』では『龍虎』の衣装に白のブレザーを羽織った姿。『龍虎2』の没デザインの一つに髪をセミロングに伸ばしたキングが存在するが、彼女の髪型はゲーム本編では前作と同じくショートヘアのままである。
『龍虎』開発スタッフによると、格闘ゲームに女の子を入れるかどうか大いに悩んだが、男臭いゲームなので紅一点を入れてみようということでキングが作られた。映画『007 美しき獲物たち』に登場する黒人女優のグレイス・ジョーンズがイメージの原型にあったが、そこから白人やハーフのような顔立ちになり、徐々に女らしいデザインになっていったという。後のインタビューでは「モデルとなった人物は特にいない」と答えられている。
声優の生駒治美は「私の性格がサッパリ・クッキリ・ハッキリしているので、男性に扮したキングは自分の中で消火しやすいキャラだと思ったので親しみを感じました」とコメントしている。

### KOFシリーズ
『ザ・キング・オブ・ファイターズ 』（以下『KOF』と表記）のストーリーでは、弟のジャンの治療が終わった後、共にイギリスへ渡り、バー「イリュージョン」を開店。このバーは女性格闘家チームの結成の場となった。『KOF'97』（以下『'97』と表記）の頃には、自身が度々KOFに参戦して活躍した経緯から、すっかり店が有名になり忙しくなってしまっていることが明かされている。なおイギリスの「イリュージョン」は支店（サウスタウンにもある）であるらしく、本店がどこにあるかは不明。
また、ウェイトレスに双子姉妹であるサリーとエリザベスの2人がおり、女性格闘家チームのステージに登場することが多い。この2人は『KOF'95』（以下『'95』と表記）で女性格闘家チームのステージの背景キャラクターとして初登場して、『KOF'96』（以下『'96』と表記）以降は2人の服装と髪型が別々のものになっている。また、サリーは『KOF'98』（以下『'98』と表記）以降はキングの対戦前のデモでも姿をみせるようになった。
参加チームとしては女性格闘家チームとして出場することが多く、設定年齢や格闘家としての豊富な経験から、リーダー（まとめ役）を勤めることが多い。一方、ネスツ編以降はリョウ、ロバート、タクマ、ユリの極限流空手の使い手達ともチームを組むようになっている。
『KOF'94』（以下『'94』と表記）ではユリと不知火舞の必死な説得で半ば妥協する形で参加したようだが、それを機に『'95』の際には格闘家としての闘志を再燃させたことでむしろ喜んで出場を快諾している。『'96』ではジャンが事故にあってしまったことから共にいるべく一度は出場を断ろうとしていたが、格闘家として戦う自身を誇りと思っているというジャンの後押しによって、知り合いの女性格闘家である藤堂香澄をユリの代役として招く形で、二代目といえる女性格闘家チームを結成している。『'97』では、ジャンを旅行に連れて行きたいという想いから出場を断ろうとしていたが、神楽ちづるにスカウトされ、ジャンも一緒に同行して世界を回って良いと言われた結果、出場している。オロチ編が終わってからは本人はどちらかというとKOF出場には乗り気でない様子で、ネスツ編や『KOF2003』（以下『2003』と表記）ではユリや舞などにせがまれて断り切れず参加していた。ただし『KOF XI』ではタクマとロバートが欠場するためにメンバーが足りないことにリョウが困っていたことを知って、自ら協力を申し出ている。
『KOF』シリーズでのリョウとの関係は「友達以上、恋人未満」の関係に描かれている。『KOF2000』（以下『2000』と表記）以降は周りの人間（特にタクマ）が2人をくっつけようと企んでいるが、キング本人はそういった周囲の干渉を快く思っていない。ただ、リョウを嫌っているわけではなく、むしろお互いに好意に近いものを抱いているが、余りに強烈な後押しを仕掛ける周囲に対して辟易している様子で、『KOF XI』でのエンディングではあまりに悪乗りが過ぎたために、激怒して暴れている。

### カプコンとのクロスオーバー
『CAPCOM VS. SNK』（以下『CvS』と表記）シリーズにおいては同じ格闘スタイルのサガットおよびジョー・ヒガシと対戦する場合、戦闘前に専用の演出がある。また、春日野さくらからは「蹴りでも波動拳が出せる」と感心されている。このシリーズでは『'96』の衣装で登場し、チーム戦で1人目に選ぶかシングルモードにすると対戦前に『龍虎』のCPU戦前と同様に山高帽を被って登場する演出がある。
『SNK VS. CAPCOM 激突カードファイターズ』シリーズでは全ての作品で個別キャラクターカードが存在する。このシリーズのネオジオポケット版では『龍虎2』の衣装だが、ニンテンドーDS版では『'94』と『'95』の衣装になっている。

## 脱衣K.O.
必殺技で敗北すると服が破れて下着が露となる「脱衣K.O.」演出を初めて実装されたキャラクターである。『龍虎2』ではユリにも同様の演出がある。『KOF』シリーズにおいても『'95』以前と『KOF XIII』（以下『XIII』と表記）以降は『龍虎の拳』シリーズと同様に、必殺技で負けると脱衣K.O.となる。
なお、初代『龍虎』では脱衣KOを発生させた場合のみ、女性である事実が発覚したことを反映して、戦闘後のデモでの口調が女性的なものに変わる。

## 他のメディアでのキング
『デラックスボンボン』に連載された漫画版『龍虎の拳』（作者：ゴッセージ）では、秘密結社「MASK」の運営する地下闘技場のオーナーとして登場。ミッキーがリョウと戦って敗れた後、自らもロバートと数千度のマグマの上をロープ一本で戦うデスマッチを行うも、一瞬の隙を突かれる形で敗北した。一方、『ゲーメスト』で連載された漫画版『龍虎の拳』（作者：天獅子悦也）では、ユリの救出に直接協力しており、女性ながらも格闘技を身に受けていたキングの存在は、無力であったユリに大きな影響を与え、彼女が極限流空手に入門するきっかけになったとされている。
『月刊少年エース』で連載された漫画版『ザ・キング・オブ・ファイターズ'94』（作者：真行寺たつや）では、過去にキングがユリに対して「格闘を志す者にとって大切なことは、その技を根本から学ぼうとする謙虚な姿勢と多種多様の格闘技への把握と理解、研究とセンス、そして何よりも大切なのが、素質とその術を会得するためにどんな逆境からも立ち直ることができる"魂（スピリット）"を持つことだ」と教えていたことが明かされている。また、同作の初期にキングはセミロングヘア姿で登場しているが、後に原作ゲームと同様のショートヘアに戻している。
アニメ『バトルスピリッツ 龍虎の拳』では原作ゲームと風貌は似ているが、最初から女性であることを明らかにしている上にMr.ビッグに忠誠を誓っている。

## ゲーム上の特徴
キングは足が長く、格闘スタイルがムエタイということもあり、華麗な蹴り技が豊富である。足技、とりわけ強キックの性能が高く、登場作品を問わず牽制や連続技に活用可能。隙が小さい飛び道具「ベノムストライク」「ダブルストライク」も持ち、間合いを問わず戦うことができる。
初出の『龍虎』では藤堂竜白やジョン・クローリーなどと同様に対人戦限定で使用可能な敵キャラクターだったが、『龍虎2』以降の参戦作品では通常使用キャラクターになる。

## 技の解説
一部の技は作品によってカテゴリの違う技があるが、ここでは初出作品でのカテゴリに準拠する。

### 通常技

#### 『龍虎の拳2』
| 操作       | 立ち（近距離） | 立ち（遠距離） | しゃがみ             | 垂直ジャンプ     | 前方ジャンプ     | 後方ジャンプ     |
| ---------- | -------------- | -------------- | -------------------- | ---------------- | ---------------- | ---------------- |
| 弱パンチ   | 左ストレート   | 左ストレート   | しゃがみパンチ       | 飛びパンチ       | 飛びパンチ       | 飛びパンチ       |
| 強パンチ   | よけ肘打ち     | 中段パンチ     | しゃがみアッパー     | 跳びパンチ（強） | 跳びパンチ（強） | 跳びパンチ（強） |
| 弱キック   | 防御前蹴り     | 回転蹴り       | しゃがみ蹴り         | 跳び蹴り         | 跳び蹴り         | 跳び蹴り         |
| 強キック   | 2段蹴り        | ステップキック | スライディングキック | 回転ひねり蹴り   | 回転ひねり蹴り   | 回転ひねり蹴り   |
| アッパー   | アッパー       | アッパー       |                      |                  |                  |                  |
| ローキック | ローキック     | ローキック     |                      |                  |                  |                  |

#### 『KOF』シリーズ
技名が公表されている『'94』 - 『'96』の名称のみ記載。
| 操作                                      | 立ち（近距離）                                | 立ち（遠距離）                                        | しゃがみ                                                  | 垂直ジャンプ                                                | 前方ジャンプ                                                | 後方ジャンプ                                                |
| ----------------------------------------- | --------------------------------------------- | ----------------------------------------------------- | --------------------------------------------------------- | ----------------------------------------------------------- | ----------------------------------------------------------- | ----------------------------------------------------------- |
| 弱パンチ                                  | よけ肘打ち                                    | 『'95』以前：左ストレート 『'96』：ファイン・ナックル | しゃがみパンチ                                            | 跳びパンチ                                                  | 跳びパンチ                                                  | 跳びパンチ                                                  |
| 強パンチ                                  | 『'95』以前：アッパー 『'96』：ワース・ジャイ | 右ストレート                                          | しゃがみアッパー 『'96』：シドリー・ジャイ                | 跳びパンチ                                                  | 跳びパンチ                                                  | 跳びパンチ                                                  |
| 弱キック                                  | ローキック                                    | 『'95』以前：回転蹴り 『'96』：ヘッド・ハンギング     | 『'95』以前：しゃがみ払い蹴り 『'96』：しゃがみ前蹴り     | クレストキック                                              | 『'95』以前：跳び蹴り 『'96』：クレストキック               | 『'95』以前：跳び蹴り 『'96』：クレストキック               |
| 強キック                                  | 二段蹴り                                      | 『'95』以前：ステップキック 『'96』：ホワイト・ローズ | 『'95』以前：スライディングキック 『'96』：しゃがみ足払い | 『'95』以前：クレストキック 『'96』：ヒール・スタッブ       | 『'95』以前：跳び蹴り 『'96』：ローズ・スタッブ             | 『'95』以前：跳び蹴り 『'96』：ローズ・スタッブ             |
| 攻撃避け                                  | 払い避け                                      | 払い避け                                              | -                                                         | -                                                           | -                                                           | -                                                           |
| 『'94』：避け攻撃 『'95』：カウンター攻撃 | ルストキック                                  | ルストキック                                          | -                                                         | -                                                           | -                                                           | -                                                           |
| ふっ飛ばし攻撃                            | ファインキック                                | ファインキック                                        | -                                                         | 『'94』： 『'95』：払い落とし 『'96』：ガーゴイル・トラップ | 『'94』： 『'95』：払い落とし 『'96』：ガーゴイル・トラップ | 『'94』： 『'95』：払い落とし 『'96』：ガーゴイル・トラップ |
| ダッシュ                                  | 前ダッシュ                                    | 前ダッシュ                                            | -                                                         | -                                                           | -                                                           | -                                                           |
| バックステップ                            | バックステップ                                | バックステップ                                        | -                                                         | -                                                           | -                                                           | -                                                           |

### 通常投げ
フックバスター
『龍虎2』から登場。バック転の要領で、蹴り上げの動作により、相手を後ろに放り投げる。投げられた側は滞空時間が長いため、受け身を取りやすい。
ホールドラッシュ
『'96』から登場。相手を捕まえると、ストレート、フック気味のアッパーと打撃を2発打ち込んで吹き飛ばす。ダウン回避は可能。なお、『KOF』シリーズでは『2003』以降の通常投げは、この技のみとなっている。
『KOF XIV』では最初の打撃がストレートではなく膝蹴りになっている。

### 特殊技
スライディングキック
正面を向いて滑り込みつつ蹴りを出す。進む距離は短い。『龍虎』シリーズでは通常技のしゃがみ強キックだったが、『KOF』シリーズでは『'95』より特殊技となった。立ちガードは不可で、ヒット効果はのけぞり。
トラップキック
『KOF'99』（以下『'99』と表記）にて追加された。小さく飛びながら踵落としを決める。しゃがみガード不可。『KOF XI』では仕様が変わり、飛び膝蹴りからさらに追加入力で踵落としに移行するようになっている。

### 必殺技
ベノムストライク
空中での中段回し蹴りにより、矢のような気弾を足から撃ち出す飛び道具。撃った後のスキが少ない。初代『龍虎』では一撃で吹き飛ばすほどの威力を見せたが、『龍虎2』以降の作品では性能が若干低くされている。『KOF』シリーズでは、『'96』以降は画面端まで飛ばなくなり、『2003』からは軌道位置の違う2つの「ベノムストライク」に変更される（以下を参照）。
トップベノム
『2003』にて追加された。通常の「ベノムストライク」より軌道位置が高く、地を這う飛び道具との相殺はできない。
アンダーベノム
同じく『2003』にて追加された。こちらは通常の「ベノムストライク」よりも軌道位置が若干低い。

飛び二段蹴り
初代『龍虎』での技。膝に気をまとった飛び膝蹴りで突進し、当たった相手に蹴りをもう一度叩き込む。
烈風脚
初代『龍虎』での技。その場で蹴りを連発して、回し蹴りで締める。中段判定の技だが、相手がしゃがんでいると最後の回し蹴りが当たらない。
トラップショット
『龍虎2』にて追加された。その場ですばやく後方転回し、食らった相手を浮かせてから連続での蹴りを叩き込んで蹴り飛ばす。なお、『龍虎2』にて、気力が不足している（もしくはゼロ）状態でこの技を入力すると遠距離立ち強キックの「ステップキック」が出るが、これは通常の遠距離立ち強キックよりも威力が高く、さらには必殺技キャンセルも可能（遠距離立ち強キックがもともと必殺技キャンセルが可能。これはこのゲーム独自のシステムを利用したもの）であるため、再びこの技でキャンセルし、連続で当てて気絶に追い込むこともできる。
トルネードキック
『龍虎2』にて追加された。相手を巻き込むように、軌道が高い中段の飛び回し蹴りを放つが、『龍虎2』では突進距離が短かった。『KOF』シリーズでは、『'95』までが上記の飛び回し蹴りに、追撃の形で（こちらも軌道が高い）中段の空中後ろ飛び回し蹴りが加わり、突進距離も長くなった。『'96』以降は、飛び回し蹴り・後ろ飛び回し蹴りの回数が多くなり、斜め前方に移動し攻撃する技となる。このタイプは『'99』を最後に以後は登場していない。なお、『KOF』シリーズにおける『'99』以降の作品で、『'95』まで使用されていた「トルネードキック」は、「トルネードキック'95」という技名になっていたが、『2003』で元に戻った。
猛襲脚
『龍虎2』にて追加された。下段→中段→上段とすばやく横蹴りで蹴り上げながら、最後に後ろ上段回し蹴りを放つ。前作の「烈風脚」に近い技。最後に出す回転蹴りは、しゃがんだ相手や少し離れた相手には空振りする。『'94』や『CvS』シリーズの場合も同様のモーションである。しかし『CAPCOM VS. SNK 2』では名前が「ミラージュキック」（後述する技と同じ）のように移動し、攻撃する技に変更された。なお『KOF』シリーズでは、『'95』にて「サプライズローズ」に取って代われ、それ以降登場しなくなったが、『'98 ULTMATE MATCH』（以下『'98UM』と表記）では裏性能版に、技後に空中追撃可能な打撃投げに性能変更した形で採用されている。
ミラージュキック
『'96』にて追加された。前方へのダッシュで相手に接近後に上段回し蹴りから下段・中段・上段の横蹴りと、連続での蹴り技を決める。『'97』までは、コマンドが「ベノムストライク」と重複していたが、『'98』以降は、「ミラージュキック」のコマンドのボタン側がパンチボタンに変更された。
ミラージュダンス
『'99』にて導入されたコマンド打撃投げ。接近した相手に蹴りを5発叩き込んで蹴り飛ばす。
飛び2段膝蹴り
「飛び二段蹴り」をもとにした『CvS』シリーズでの技。上方向に飛び上がる対空系の技になっている。第1作と『PRO』ではEX版の技で、『2』ではガードキャンセル攻撃の動作となっている。

### 超必殺技
ブラッディダンス
スーパーファミコン版の『龍虎』でのみ使用可能な隠し必殺技（超必殺技を遥かに凌駕する威力を持つ技で、このように呼ばれていた。これは『龍虎2』でも同様）。気力充実の構えを取ってから前方へ突進、「烈風脚」以上の高速の蹴りを叩き込んでから、足先に気を纏ったハイキックで締める。
ダブルストライク
『龍虎2』より登場。「ベノムストライク」を2発連続で飛ばす技。『龍虎2』では、1発目がヒットしても2発目はガードが可能な欠点がある。2発ともヒットした時は全キャラクターの超必殺技の中で最も高い攻撃力となる。「ダブルベノムストライク」と呼ばれる場合がある。超必殺技なので、『龍虎2』ではダメージが極限流空手一門の「覇王翔吼拳」並みに設定されていた（連続ヒットはせず、如月影二の「流影陣」に打ち消される）。以降の作品では必殺技に格下げされたうえに性能も「ベノムストライク」同様に若干低くされている。また、『KOF』シリーズでは、『'96』では画面端まで飛ばない「ベノムストライク」を一度出した直後に画面端まで届く「ベノムストライク」を射出するもので、ふっとばし攻撃をカウンターヒットで当ててキャンセルで出すと、2発ともヒットする。『CvS』ではEX版キングの超必殺技として採用されて、さらにのちの『'98UM』での裏性能版キングの超必殺技として採用された。
サプライズローズ
『龍虎2』にて追加された隠し必殺技（『餓狼伝説』シリーズで言うところの「潜在能力」に相当）。その場で高く飛び上がってから斜めに急降下しつつ相手に当たると何度も踏み付ける。『KOF』シリーズでは『'95』より登場したが、「ダブルストライク」同様に必殺技に格下げされていた。『KOF2001』（以下『2001』と表記）において同シリーズ上で初めて超必殺技になった。さらに『KOF2002』ではMAX版超必殺技より格上のMAX2に昇格されて、『龍虎2』以来のガード不能技になった。リメイク版『KOF2002 UNLIMITED MATCH』（以下『2002UM』と表記）では、後述する「シークレットミラージュ」の追加に伴い、超必殺技に降格し、ガードが普通に可能な技になっている。『'98UM』でも裏性能版に採用され、演出がより『龍虎2』に近いものになっている。『KOF XIII』においては、通常は『2001』以降の性能だが、EX版で出すと『龍虎2』の演出に変化する。
イリュージョンダンス
『'94』にて新しく装備された、シリーズオリジナルの突進系乱舞技。その場でバク転をして飛び退いてから前方へ飛び掛かり（突進開始直後まで無敵時間がある）、ヒットすると相手をロックして乱舞を見舞い、「トルネードキック」でとどめを刺す。『2000』以降はそれまで使用していた「トルネードキック」（『'96』 - 『'99』までのバージョン）が削除されたのでフィニッシュが通常技の継ぎはぎになっていたが、『2003』で再び「トルネードキック（『'95』までの方）」に戻った。『2002UM』や『XIV』では、『'96』 - 『'99』までのバージョンのトルネードキックを使用している。『'96』および『'98UM』では弱のみ、発動時のバク転を行わない。
サイレントフラッシュ
『'97』にて追加された、『KOF』シリーズオリジナルの技。その場でバク転を繰り出し、キングの足に触れた相手を持ち上げていくように垂直上昇しつつ連続で蹴りを決める。最初のバク転による一撃が空振りすると、それだけで技が終わる。
サイレントスラッシュ
『2003』にて追加された。垂直上昇しつつ何度も回転するサマーソルトキックを決める。
ファントムストライク
『2003』にて追加された超必殺技で、リーダー超必殺技。「ベノムストライク」を連続で打ち続ける技で、2種類あるコマンド入力により最初が「トップベノム」か「アンダーベノム」のどちらかになる。『XI』では打つ回数が大幅に増えた。
シークレットミラージュ
『2002UM』にて追加された、「サプライズローズ」に代わるMAX2。連続蹴りから衝撃波を出す技で、リーチが非常に長い。
ベノムショット
『KOF XIII』にて追加された、NEO MAX超必殺技。空中から拡散する「ベノムストライク」を放つ。発生が非常に速い。

## 登場ゲーム
- 龍虎の拳シリーズ
  - 『Art of Fighting 龍虎の拳外伝』を除く全作に登場する。
- ザ・キング・オブ・ファイターズシリーズ
  - 『2002』（DC版・PS2版・Xbox版のみプレイヤーで登場）と『XII』を除く全作に登場する。
- CAPCOM VS. SNKシリーズ
- SNK VS. CAPCOM 激突カードファイターズシリーズ
- 大乱闘スマッシュブラザーズ SPECIAL
  - KOFスタジアムの背景で登場。

## 声の出演

### キング
- 生駒治美（各種ゲーム・ドラマCD）
- 勝生真沙子（アニメ『バトルスピリッツ 龍虎の拳』）
- シャロン・ベッカー（アニメ英語吹き替え）
- 冬馬由美（ドラマCD・電撃CD文庫『ザ・キング・オブ・ファイターズ'94』）

### ジャン
- 桜井ういよ（3DCGアニメ『THE KING OF FIGHTERS :DESTINY』）

## 関連人物
- リョウ・サカザキ - 友人であり格闘家として尊敬している、『KOF 2000』『KOF XI』『KOF XV』でのチームメイト。
- ロバート・ガルシア - リョウの親友、『KOF 2000』『KOF XV』でのチームメイト。
- タクマ・サカザキ - リョウの父、『KOF 2000』でのチームメイト。
- ユリ・サカザキ - リョウの妹 、KOFでのチームメイト。
- ジャック・ターナー - かつてキングを倒した男であり、このことをキングに根に持たれている。
- ミッキー・ロジャース - 悪友。
- Mr.ビッグ - 金につられて用心棒として雇われたことがある。
- 藤堂香澄 - KOFでのチームメイト（同じ『龍虎』のキャラクターだが、『龍虎』シリーズでは共演していない）。
- 不知火舞 - 友人、KOFでのチームメイトで、『餓狼伝説』に登場するキャラクター。
- 神楽ちづる - 『KOF'97』『KOF'98』でのチームメイト。
- ブルー・マリー - 『KOF'99』『KOF 2003』でのチームメイトで、『餓狼伝説』に登場するキャラクター。
- 李香緋 - 『KOF'99』『KOF 2001』でのチームメイトで、『餓狼伝説』に登場するキャラクター。
- 四条雛子 - 『KOF 2001』でのチームメイト。
- アリス - 『KOF XIV』のチームメイト、『餓狼伝説』に登場するキャラクター。
- ジョー・ヒガシ - 一方的にライバル視するムエタイ使いで、『餓狼伝説』に登場するキャラクター。
- 影獅子王 - 『KOF 2000』におけるキングのアナザーストライカーで、『風雲黙示録』に登場するキャラクター。